# Hipólito Mejía
Rafael Hipólito Mejía Domínguez (ur. 22 lutego 1941 w Gurabo) – dominikański agronom, inżynier rolnik i działacz polityczny Dominikańskiej Partii Rewolucyjnej, minister rolnictwa w rządzie Antonio Guzmana Fernandeza, 52. prezydent Dominikany w od 16 sierpnia 2000 do 16 sierpnia 2004. 

## Wybory prezydenckie
W 2000 roku kandydował na prezydenta jako kandydat lewicowej Dominikańskiej Partii Rewolucyjnej. W swoim programie zawarł m.in. zwiększenie nakładów na opiekę zdrowotną, edukację i ubezpieczenia społeczne poprzez podwyżki podatków. Wygrał w pierwszej turze, zdobywając 49,87% głosów. Jego główni przeciwnicy, Danilo Medina i były prezydent Joaquín Balaguer, otrzymali odpowiednio 24,9% i 24,6% głosów.
Zabrakło mu niewiele głosów do przekroczenia progu 50-procentowego, więc jego zwolennicy ogłosili zwycięstwo i wezwali Medinę do poddania się. Medina szybko zdał sobie sprawę, że nie ma szans na zmniejszenie prawie 25-punktowej straty z Mejíą, zwłaszcza gdy Balaguer zasugerował, że niektórzy z jego wyborców mogą przejść do PRD w drugiej rundzie. Medina potrzebowałaby prawie wszystkich wyborców Balaguera, którzy zagłosowaliby na niego, aby mieć realistyczną szansę na wygraną. W związku z tym Medina wycofała się z tury, przekazując prezydenturę Mejii.

## Prezydentura
Podczas swojej prezydentury zajął się wypełnianiem swoich obietnic z kampanii wyborczej, takich jak ubezpieczenia społeczne, pomoc małym firmom, rolnictwu, podnoszenie poziomu edukacji czy rozwiązanie problemu deficytu mieszkań. W pierwszych dwóch latach mandatu uzyskał znaczne poparcie ludności, co spowodowało, że jego partia wygrała wybory do Kongresu i samorządów, przejmując kontrolę nad Senatem z udziałem 29 z 31 senatorów.